# 北国の二人
「北国の二人」（きたぐにのふたり）は、1967年9月15日に発売されたジャッキー吉川とブルー・コメッツの楽曲である。作詞は橋本淳。

## 概要
北海道をイメージして書き上げたもので、作曲はこれまでと同じく井上忠夫が手がけた。B面は「銀色の波」。「北国の二人」でのメインボーカルは三原綱木が務めている。前作までのGS調の曲から、より歌謡曲的な要素を強調した。この後、ブルー・コメッツは歌謡曲色の濃いナンバーを発表していくことになる。
また、「ブルー・シャトウ」「マリアの泉」ではバックの演奏にオーケストラを用いていたが（双曲共に森岡賢一郎によるアレンジ）、この曲と次回作の『こころの虹』では再びメンバーの演奏のみになっている。
オリコンシングルチャートにおいて、正式集計開始前の非公式のチャート（1967年11月2日付）で1位を獲得した。

## 収録曲
| #         | タイトル                             | 作詞      | 作曲      | 編曲      | 時間 |
| --------- | ------------------------------------ | --------- | --------- | --------- | ---- |
| 1.        | 「北国の二人（In A Lonesome City）」 | 橋本淳    | 井上忠夫  | 井上忠夫  | 2:34 |
| 2.        | 「銀色の波（Lovers On The Beach）」  | 橋本淳    | 三原綱木  | 三原綱木  | 3:17 |
| 合計時間: | 合計時間:                            | 合計時間: | 合計時間: | 合計時間: | 5:51 |

## カヴァー
- 井上忠夫が自身のアルバム『TEN YEARS AFTER 〜さらにGSを見つめて〜』（キングレコード：1977年） にて同曲をセルフ・カヴァーしている。
- ザ・ジャガーズ - 『ザ・ジャガーズ・ファースト・アルバム』（テイチクエンタテインメント：1999年）北国の二人を収録。